# Kyösti Luukko
Kyösti Luukko est un lutteur finlandais spécialiste de la lutte libre né le 17 février 1903 à Nurmo et mort le 27 octobre 1970.

## Biographie
Kyösti Luukko participe aux Jeux olympiques d'été de 1932 à Los Angeles dans la catégorie des poids moyens et remporte la médaille d'argent.